# Кладно (округ)
Кладно (чеськ. Okres Kladno) — один з 12 округів Середньочеського краю Чеської Республіки. Адміністративний центр — місто Кладно. Площа округу — 36,97 кв. км., населення становить 162 256 осіб. В окрузі налічується 100 населених пунктів, в тому числі 8 міст і 2 містечка.